# Morskranes
Morskranes este un oraș din Insulele Faroe.